# Joó Béla
Joó Béla (Szentes, 1874. november 27. – Szentes, 1909. november 27.) szentesi festőművész és gazdálkodó, az Alföld és a tanyavilág megörökítője.

## Pályafutása
Joó Béla szentesi parasztpolgári családban született. Rajztehetsége már gyermekkorában megmutatkozott. Akkor döntött véglegesen a művészpálya mellett, amikor a Szentesen tartózkodó Munkácsy Mihály a család egy rokonánál megszállván elismerően szólt az ifjú Joó rajzairól. Az érettségi vizsga megszerzése után Joó Béla Budapestre utazott és beiratkozott Karlovszky Bertalan és Bihari Sándor rajziskolájába. Rövid budapesti tartózkodás után 1893-ban Németországba költözött, hogy tanulmányait Hollósy Simon müncheni iskolájában végezze. Joó három évig élt és dolgozott a bajor fővárosban. Életének müncheni korszakában műteremben dolgozott, a fényviszonyok tanulmányozása mellett aktokat és tanulmányokat készített. Stabil anyagi háttere nem tette szükségessé, hogy mecénások után kutasson, festményeit folyamatosan kiállításokra küldje, lényegében a festészet iránti szeretetből dolgozott. 1896-ban kétéves katonai szolgálata miatt megszakította művészi pályafutását. 1898-ban visszatért Münchenbe, ám hamarosan fel kellett hagynia a festéssel, mivel a szemét megtámadó betegség a látását fenyegette. A megvakulás lehetősége megrémítette a fiatalembert, aki kedvét szegvén hazatért az Alföldre és Szentes környékén gazdálkodásba kezdett.
Joó Béla fél évtizedig alig dolgozott festőként, idejét csaknem teljesen kitöltötte szülei tanyagazdaságának vezetése. Munkakedve csak Fridrich János fényképésszel kötött barátsága révén tért vissza. Ebben az időszakban alkotta legismertebb műveit, köztük Klauzál Gábor és Futó Zoltán portréját. Érdeklődése a műtermek világától az alföldi róna szépsége felé fordult, képein a szentesi tanyavilág, a tiszántúli kultúrtáj tűnik föl. Joó évekig lelkesen járja a pusztát, újabb témákat keres alkotásai számára. 35. születésnapja előtt nem sokkal egy októberi napon megfázott. Betegsége gyógyíttatásával nem törődött, az elhatalmasodott fölötte, mellhártya- és tüdőgyulladásban halt meg.